# Talladega Springs, Alabama
Talladega Springs là một thị trấn thuộc quận Talladega, tiểu bang Alabama, Hoa Kỳ. Dân số năm 2009 là 123 người, mật độ đạt 39 người/km².